# Korsikansk nötväcka
Korsikansk nötväcka (Sitta whiteheadi) är en tätting i familjen nötväckor. Den förekommer enbart på Korsika. Arten är fåtalig och minskar i antal. Den är därför upptagen på IUCN:s lista över hotade arter.

## Utseende och läte
Korsikansk nötväcka är med sina 11–12 centimeter i längd en ovanligt liten nötväcka, med ett litet huvud och kort näbb. Den har som övriga nötväckor blågrå ovansida och smutgrå undersida. Karakteristiskt är dock ett kraftigt vitt ögonbrynsstreck som hos hanen kontrasterar mot svart ögonstreck och svart hätta (båda grå hos honan). Till skillnad från de flesta nötväckor saknar den rödbrunt i dräkten. Sången är klar och snabb drill.

## Utbredning och systematik

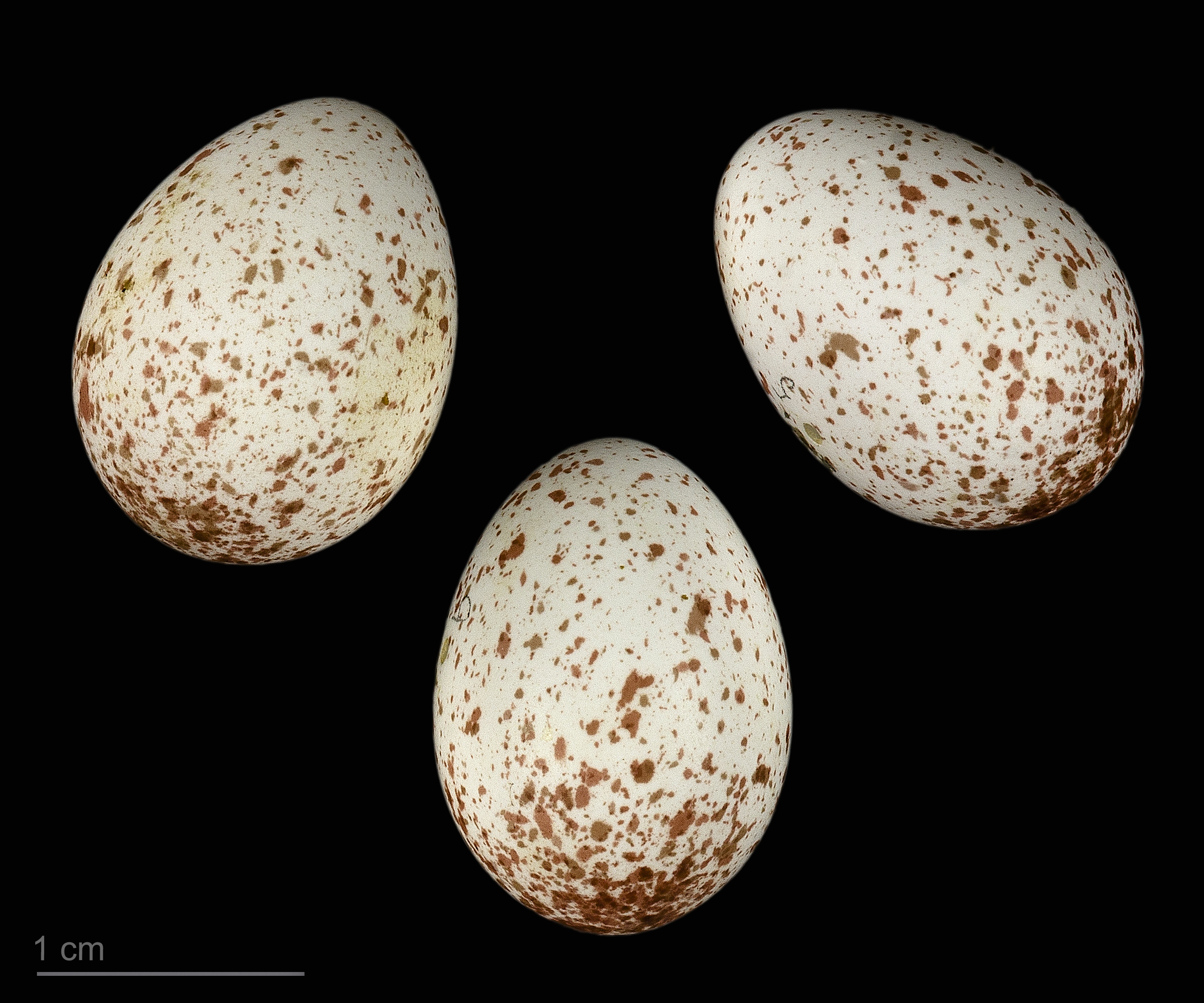
Sitta whiteheadi

Fågeln är endemisk för bergstallskogar på Korsika. Den är närmast släkt med kinesisk nötväcka och nordamerikanska rödbröstad nötväcka. Den behandlas som monotypisk, det vill säga att den inte delas in i några underarter.

Fågelns utbredning på Korsika.

## Levnadssätt
Korsikansk nötväcka återfinns i gammal tallskog på 1 000–1 500 meter över havet med den korsikanska underarten av svarttall (Pinus nigra laricio) med tillgång på döda och ruttnande stammar för att kunna bygga bo.
Fågeln födosöker meslikt högt upp i tallarnas grentoppar efter insekter maj till oktober.  Under resten av året intar den istället tallfrön som den gärna samlar in och gömmer soliga dagar (när tallkottarna är öppna och fröna åtkomliga) för att förtäras under kall eller våt väderlek. Den häckar från april till maj, men paret försvarar reviret året runt. Honan lägger fyra till sex ägg i boet som fågeln själv hackar ut och ruvar dem 14–16 dagar medan hon matas av hanen. Efter kläckningen matas ungarna av båda föräldrarna och är flygga efter ungefär 20 dagar.

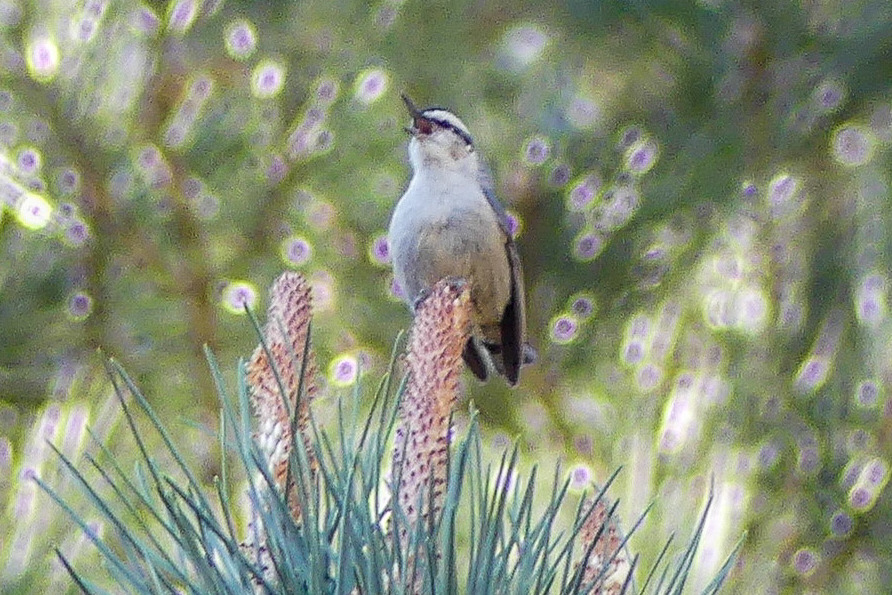
Sjungande korsikansk nötväcka i en talltopp.

## Status och hot
IUCN kategoriserar arten som sårbar på grund av den lilla och fragmentiserade världspopulationen på endast 3 000-4 400 individer. Den minskar dessutom i antal på grund av skogsbrand och avverkning.

## Namn
Fågelns vetenskapliga namn hedrar den brittiske upptäcktsresanden John Whitehead (1860-1899).